# 1983-as síkvízi kajak-kenu világbajnokság
Az 1983-as síkvízi kajak-kenu világbajnokságot a finnországi Tamperében rendezték 1983-ban. Ez a tizennyolcadik kajak-kenu világbajnokság volt. A magyar csapat az éremtáblázaton a negyedik helyezést érte el összesítésben.

## Éremtáblázat
*   Rendező
  *   Magyarország
| Helyezés | Ország             | Arany | Ezüst | Bronz | Összesen |
| -------- | ------------------ | ----- | ----- | ----- | -------- |
| 1.       | NDK                | 7     | 3     | 1     | 11       |
| 2.       | Szovjetunió        | 3     | 6     | 3     | 12       |
| 3.       | Románia            | 3     | 3     | 3     | 9        |
| 4.       | Magyarország       | 1     | 2     | 2     | 5        |
| 5.       | Jugoszlávia        | 1     | 1     | 1     | 3        |
| 6.       | Norvégia           | 1     | 1     | 0     | 2        |
| 7.       | Csehszlovákia      | 1     | 0     | 1     | 2        |
| 8.       | Egyesült Királyság | 1     | 0     | 0     | 1        |
| 9.       | Új-Zéland          | 0     | 1     | 1     | 2        |
| 10.      | Bulgária           | 0     | 1     | 0     | 1        |
| 11.      | Svédország         | 0     | 0     | 2     | 2        |
| 12.      | Ausztria           | 0     | 0     | 1     | 1        |
| 12.      | Kanada             | 0     | 0     | 1     | 1        |
| 12.      | Hollandia          | 0     | 0     | 1     | 1        |
| 12.      | Lengyelország      | 0     | 0     | 1     | 1        |
| Összesen | Összesen           | 18    | 18    | 18    | 54       |

## Eredmények

### Férfiak

#### Kenu
| Versenyszám | Arany                                       | Arany    | Ezüst                                               | Ezüst    | Bronz                                            | Bronz    |
| ----------- | ------------------------------------------- | -------- | --------------------------------------------------- | -------- | ------------------------------------------------ | -------- |
| C1 500 m    | Costicǎ Olaru · Románia                     | 2:15,89  | Ulrich Papke · NDK                                  | 2:17,43  | Anatolij Volkov · Szovjetunió                    | 2:17,96  |
| C1 1000 m   | Vaszilij Berjoza · Szovjetunió              | 4:45,75  | Costicǎ Olaru · Románia                             | 4:48,15  | Jiří Vrdlovec · Csehszlovákia                    | 4:49,67  |
| C1 10 000 m | Jiří Vrdlovec · Csehszlovákia               | 50:52,02 | Gheorghe Titu · Románia                             | 52:44,44 | Wichmann Tamás · Magyarország                    | 52:59,70 |
| C2 500 m    | Matija Ljubek · Mirko Nišović · Jugoszlávia | 1:58,00  | Ivans Klementjevs · Szergej Oszadcsij · Szovjetunió | 1:58,51  | Dumitru Betiu · Flodor Gurei · Románia           | 1:59,90  |
| C2 1000 m   | Ivan Patzaichin · Toma Simionov · Románia   | 4:15,28  | Olaf Heukrodt · Alexander Schuck · NDK              | 4:16,29  | Matija Ljubek · Mirko Nišović · Jugoszlávia      | 4:17,47  |
| C2 10 000 m | Buday Tamás · Vaskuti István · Magyarország | 46:05,48 | Ivan Patzaichin · Toma Simionov · Románia           | 46:22,33 | Szerhij Petrenko · Jurij Laptyikov · Szovjetunió | 46:52,84 |

#### Kajak
| Versenyszám | Arany                                                                                              | Arany    | Ezüst                                                                                    | Ezüst    | Bronz                                                                                                | Bronz    |
| ----------- | -------------------------------------------------------------------------------------------------- | -------- | ---------------------------------------------------------------------------------------- | -------- | --- | -------- |
| K1 500 m    | Vlagyimir Parfenovics · Szovjetunió                                                                | 1:59,08  | Ian Ferguson · Új-Zéland                                                                 | 1:59,67  | Andreas Stähle · NDK                                                                                 | 2:00,45  |
| K1 1000 m   | Rüdiger Helm · NDK                                                                                 | 4:00,57  | Artūras Vieta · Szovjetunió                                                              | 4:02,96  | Alan Thompson · Új-Zéland                                                                            | 4:03,10  |
| K1 10 000 m | Einar Rasmussen · Norvégia                                                                         | 46:47,27 | Milan Janić · Jugoszlávia                                                                | 46:49,79 | Rick Daman · Hollandia                                                                               | 46:51,14 |
| K2 500 m    | Frank Fischer · André Wohllebe · NDK                                                               | 1:47,56  | Vlagyimir Parfenovics · Szergej Szuperata · Szovjetunió                                  | 1:48,56  | Hugh Fisher · Alwyn Morris · Kanada                                                                  | 1:49,58  |
| K2 1000 m   | Frank Fischer · André Wohllebe · NDK                                                               | 3:45,71  | Vlagyimir Parfenovics · Szergej Szuperata · Szovjetunió                                  | 3:50,28  | Werner Bachmeyer · Wolfgang Hartl · Ausztria                                                         | 3:51,80  |
| K2 10 000 m | Stephen Jackson · Alan Williams · Egyesült Királyság                                               | 41:49,12 | Szabó István · Tóth István · Magyarország                                                | 41:55,79 | Bengt Andersson · Karl-Axel Sundqvist · Svédország                                                   | 42:26,90 |
| K4 500 m    | Andreas Stähle · Peter Hempel · Harald Marg · Rüdiger Helm · NDK                                   | 1:33,37  | Szergej Kolokolov · Szergej Csuhraj · Artūras Vieta · Alekszandr Vodovatov · Szovjetunió | 1:35,17  | Irmai István · Császár Attila · Lőrinczy Zoltán · Rajna András · Magyarország                        | 1:36,11  |
| K4 1000 m   | Ionel Constantin · Nicolae Fedosel · Ionel Letcae · Angelin Velea · Románia                        | 3:21,88  | Andreas Stähle · Peter Hempel · Rüdiger Helm · Harald Marg · NDK                         | 3:23,18  | Szergej Kolokolov · Szergej Csuhraj · Artūras Vieta · Alekszandr Vodovatov · Szovjetunió             | 3:23,70  |
| K4 10 000 m | Nyikolaj Asztapkovics · Alekszandr Avgyejev · Nyikolaj Baranov · Alekszandr Jermilov · Szovjetunió | 37:51,32 | Harald Amudsen · Geir Kvillum · Lars Ivar Gran · Arne Slettsjø · Norvégia                | 38:31,18 | Ireneusz Ciurzyński · Andrzej Klimaszewski · Ryszard Oborski · Krzysztof Szczepański · Lengyelország | 38:35,45 |

### Férfiak

#### Kajak
| Versenyszám | Arany                                                               | Arany   | Ezüst                                                                                      | Ezüst   | Bronz                                                                      | Bronz   |
| ----------- | ------------------------------------------------------------------- | ------- | ------------------------------------------------------------------------------------------ | ------- | -------------------------------------------------------------------------- | ------- |
| K1 500 m    | Birgit Fischer · NDK                                                | 2:13,75 | Vanya Geseva · Bulgária                                                                    | 2:16,25 | Maria Ştefan · Románia                                                     | 2:17,95 |
| K2 500 m    | Birgit Fischer · Carsta Kühn · NDK                                  | 1:57,76 | Povázsán Katalin · Géczi Erika · Magyarország                                              | 1:58,60 | Agneta Andersson · Susanne Wiberg · Svédország                             | 1:59,86 |
| K4 500 m    | Birgit Fischer · Carsta Kühn · Ramona Walther · Kathrin Giese · NDK | 1:45,48 | Inna Sipulina · Nyelli Jefremova · Natalja Kalasnyikova · Galina Alekszejeva · Szovjetunió | 1:46,69 | Tecia Borzanea · Agafia Burhaev · Natasia Ionescu · Maria Ştefan · Románia | 1:48,16 |

## A magyar csapat
Az 1983-as magyar vb keret tagjai:
| férfiak kajak | férfiak kajak                                             | férfiak kajak      |
| ------------- | --------------------------------------------------------- | ------------------ |
| K1 500 m      | Gyulay Zsolt                                              | 5.                 |
| K2 500 m      | Kovács Ottó Szélesi Tamás                                 | 4.                 |
| K4 500 m      | Irmai István Császár Attila Lőrinczy Zoltán Rajna András  | Bronzérem          |
| K1 1000 m     | Gyulay Zsolt                                              | nem jutott döntőbe |
| K2 1000 m     | Helyi Tibor Petrovics Kálmán                              | 9.                 |
| K4 1000 m     | Helyi Tibor Lőrinczy Zoltán Rajna András Rukkel László    | 4.                 |
| K1 10 000 m   | Góts Károly                                               | 5.                 |
| K2 10 000 m   | Szabó István Tóth István                                  | Ezüstérem          |
| K4 10 000 m   | Helyi Tibor Nieberl László Petrovics Kálmán Rukkel László | 5.                 |

| férfi kenu  | férfi kenu                   | férfi kenu |
| ----------- | ---------------------------- | ---------- |
| C1 500 m    | Buday Tamás                  | 4.         |
| C2 500 m    | Foltán László Vaskuti István | 4.         |
| C1 1000 m   | Csépai Dezső                 | 9.         |
| C2 1000 m   | Hajdú Gyula Sarusi Kis János | 8.         |
| C1 10 000 m | Wichmann Tamás               | Bronzérem  |
| C2 10 000 m | Buday Tamás Vaskuti István   | Aranyérem  |

| nők kajak | nők kajak                                            | nők kajak |
| --------- | ---------------------------------------------------- | --------- |
| K1 500 m  | Rakusz Éva                                           | 4.        |
| K2 500 m  | Géczi Erika Povázsán Katalin                         | Ezüstérem |
| K4 500 m  | Dragos Ágnes Géczi Erika Povázsán Katalin Rakusz Éva | 5.        |